# Trigeneracija
Trigeneracija (engl. trigeneration ili trigen) je proces istovremene proizvodnje električne, toplinske i rashladne energije iz primarnog izvora energije kao što je kemijska energija, fosilno gorivo, ili solarna energija. Kao i kod kogeneracije otpadna toplina je nusprodukt koji je rezultat proizvodnje električne energije te se na najbolji način želi iskoristiti takav “otpadni”oblik energije u svrhu povećanja efikasnosti sustava.
Konvencionalne termoelektrane pretvaraju samo 1/3 kemijske u električnu energiju.  Ostatak se izgubi na toplinu. Termoelektrani zbog takvog prosipanja topline koji ima nepovoljan utjecaj na okoliš mora se povećati iskoristivost proizvodnje električne energije ili nekog drugog oblika energije.
Jedna od metoda poboljšavanja proizvodnje električne energije je kogeneracija (Combined Heat and Power ili CHP), gdje se više od 4/5 energije iz fosilnih goriva pretvara u iskoristivu energiju (električnu i toplinsku), a rezultat je uz ekonomičnost i ekološki prihvatljiviji.
U klimatski toplijim područjima ili u vručim ljetnim mjesecima pojavljuje se potreba za hlađenjem različitih objekata, ali i u različitim proizvodnim industrijskim procesima gdje su potrebne niske temperature.  Zbog toga je potrebno proširenje CHP tehnologije.
Kombiniranjem kogeneracijskog postrojenja s apsorbcijskim rashladnim sistemom moguće je iskoristiti sezonske viškove topline za dobivanje rashladne energije, čime se poboljšava ekonomičnost. Pomoću ovakvog koncepta, moguće je dostići ukupnu efikasnost procesa do 75% (električna I rashladna energija).  Takav proces naziva se trigeneracija (combined Heat, Cooling and Power production ili CHCP).
Topla voda ili zagrijani ispušni plin iz kogeneracijskog postrojenja služi kao pokretačka energija za apsorpcijske rashladne uređaje. Na taj način se može više od 80 % toplinske energije pretvoriti u rashladnu vodu koja se zatim dovodi do potrošača.

Prednosti takvih apsorpcijskih rashladnih uređaja:
- Ne emitiraju freone u atmosferu, što je značajan ekološki efekt.
- Koriste otpadnu toplinu kogeneracijskog postrojenja, što značajno povećava ekonomičnost.
- Zahtijevaju veoma mala financijska sredstva za održavanje.

Akronim za trigeneraciju u SAD-u uz CHCP koristi se I kratica BCHP( Building Cooling, Heating and Power). U Njemačkoj odgovarajući akronimi su  KWK, Kraft-Waerme-Kopplung ili BHKW, Block-Heizkraftwerk, i  KWKK, Kraft-Waerme-Kaelte-Kopplung.